# Zeche Isabelle
Die Zeche Isabelle in Renninghausen ist ein ehemaliges Steinkohlenbergwerk. Das Bergwerk wurde auch Zeche Isabellenbank genannt. Außerdem war die Zeche auch unter den Namen Zeche Isabella im Hördeschen oder Zeche Spielfeld III bekannt.

## Bergwerksgeschichte
Am 2. März des Jahres 1769 wurde die Mutung auf eine Kohlenbank eingelegt. Die Mutung beinhaltete auch den Antrag, in der Emsche einen Hauptstollen anzulegen. Das begehrte Grubenfeld hatte die Größe einer Fundgrube und zehn Maaßen. Im Jahr 1771 wurde ein querschlägiger Stollen vorgetrieben. Bis zum April desselben Jahres war mit dem Stollen mittlerweile eine Kohlenbank aufgeschlossen worden, allerdings war diese Kohlenbank nicht bauwürdig. Es wurde beschlossen, den Stollen weiter bis zur sogenannten Achthandsbanck aufzufahren. Sobald diese Auffahrung fertig erstellt war, sollte um Belehnung und Vermessung ersucht werden. Erst dann sollten die Rezeßgelder gezahlt werden. Am 20. April des Jahres 1771 waren als Gewerken Rezeptor Bielefeld und Henrich Wilhelm Heitmann in die Unterlagen des Bergamtes eingetragen. Beide Gewerke hatten eine unterschiedlich hohe Anzahl an Kuxen. Am 2. Februar des Jahres 1788 wurde ein Längenfeld verliehen, im Anschluss daran ging das Bergwerk in Betrieb. Im Jahr 1796 war ein neuer Schacht in Betrieb, außerdem wurde der Stollen weiter vorgetrieben. Ab September des darauffolgenden Jahres wurde die Zeche Isabelle stillgelegt. Anfang des 19. Jahrhunderts war die Zeche wieder in Betrieb. Das Stollenmundloch befand sich zu dieser Zeit im Bereich der Bolmke, etwa 130 Meter südlich der Emscher. Im Jahr 1842 wurde das Bergwerk in den Unterlagen genannt. Noch vor dem Jahr 1876 konsolidierte die Zeche Isabelle mit der Zeche Hessenbank zur Zeche Hessenbank & Isabelle.

## Heutiger Zustand
Von der Zeche Isabelle ist nichts mehr erhalten geblieben. Auf dem ehemaligen Zechengelände befinden sich heute Kleingartenanlagen.